# Jennifer Munson
Jennifer Munson is een personage uit de Amerikaanse soap As the World Turns. Het personage stierf in 2006. De rol is door verschillende actrices gespeeld, maar haar laatste vertolker was Jennifer Ferrin die met de rol begon in 2003.